# 丰塔内拉 (奥地利)
丰塔内拉是奥地利福拉尔贝格州布卢登茨县的一个市镇。总面积31.17平方公里，总人口431人，人口密度13.8人/平方公里（2011年）。